# Lunula (Archäologie)

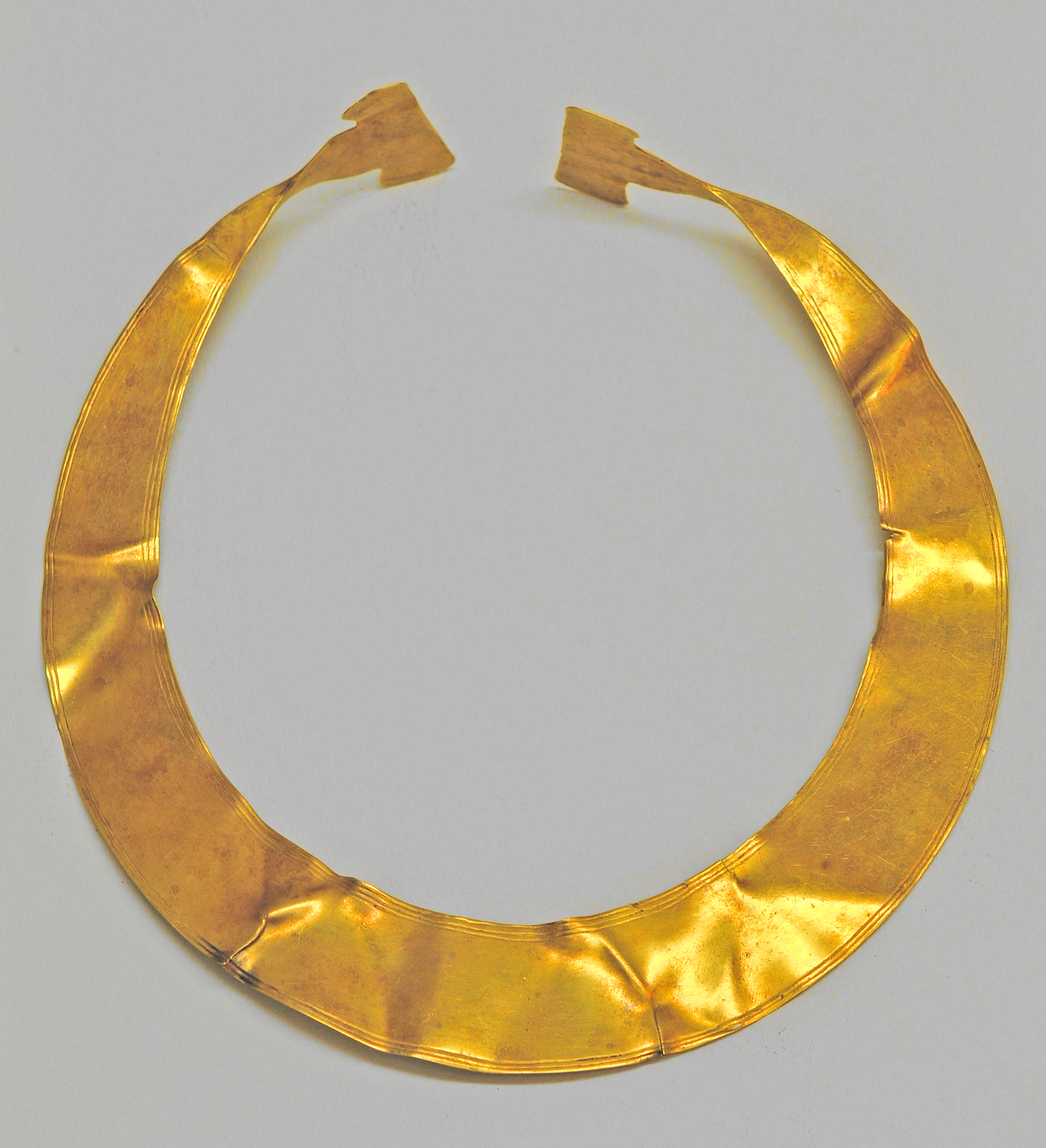
Die Goldlunula von Schulenburg

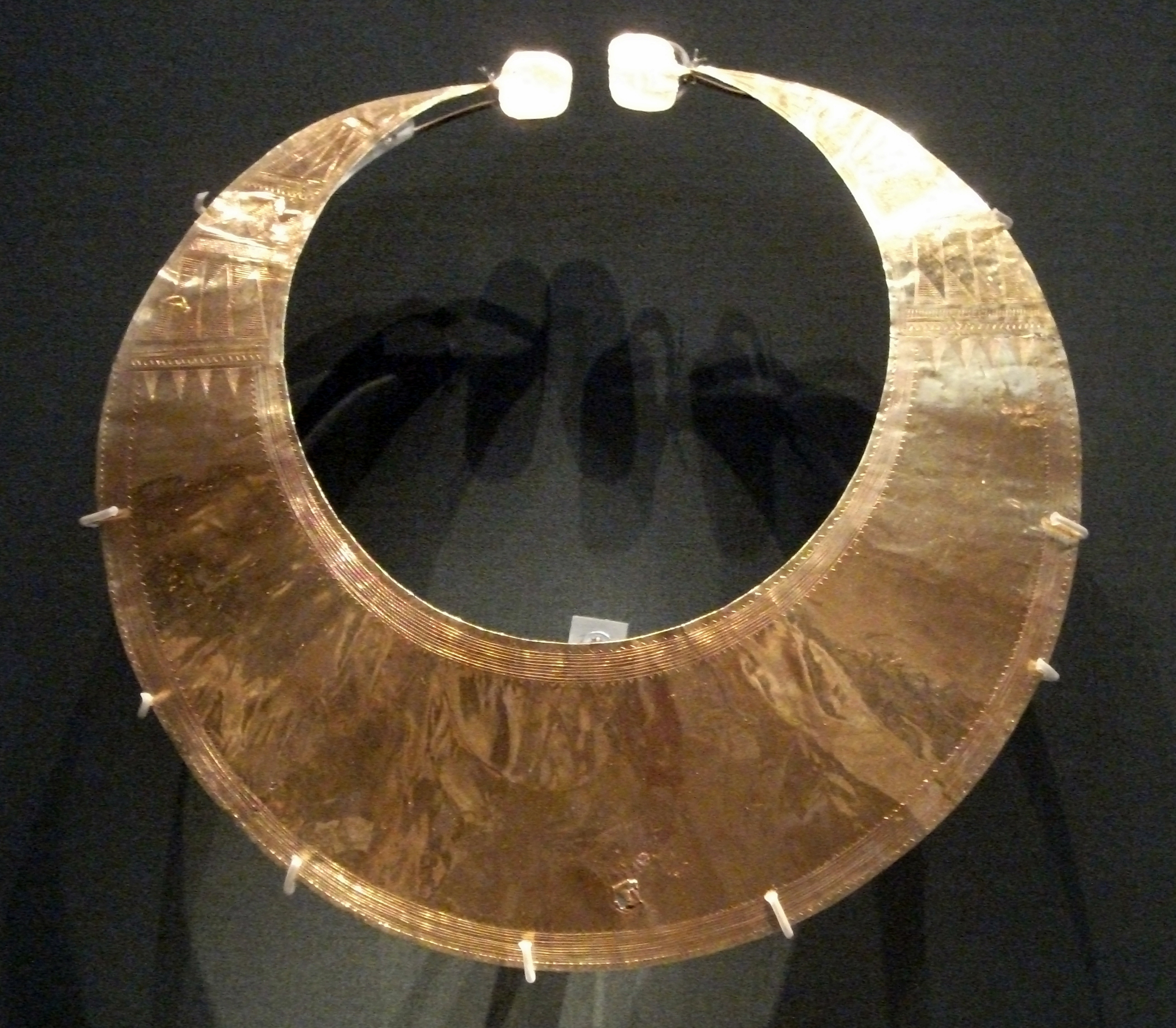
Die Goldlunula von Blessington

Als Lunula (Mehrzahl: Lunulae, von lat. luna, der Mond; lunula, der kleine Mond bzw.‚ die Mondsichel‘) bezeichnet man in der Archäologie spätneolithische bis frühbronzezeitliche, halbmondförmige Gegenstände, meist aus dünnem Goldblech. In Südfrankreich (Dolmen de la Verdoline) und auf der Iberischen Halbinsel sind auch Exemplare aus Schiefer (Necropole von Baútas, Amadora) und Bronze bekannt. Eine Sonderform der Lunula ist das Gorget.

## Irland
Als Herstellungsort der goldenen Exemplare gilt Irland (Blessington), sie wurden aber auch in Deutschland (Butzbach und Schulenburg), Frankreich (Bourbriac), Polen, Skandinavien und Großbritannien (Harlyn Cornwall, Llanllyfni Wales)  gefunden. Die Goldlunula, die in Pattensen Ortsteil Schulenburg gefunden wurde, ist die einzige Goldlunula aus Niedersachsen, während man aus einem anderen Fundort mit dem Kupferschatz von Osnabrück aus 2016 drei gefundene Lunulae aus Kupfer kennt. Meist werden die irischen Lunulae als Halsschmuck gedeutet (Ross im County Westmeath). Da sie jedoch nie im Grabkontext gefunden wurden, ist ihre Nutzung bzw. Tragweise in Mittel- und Nordeuropa unbekannt.
- Lunulae

"Lunulae
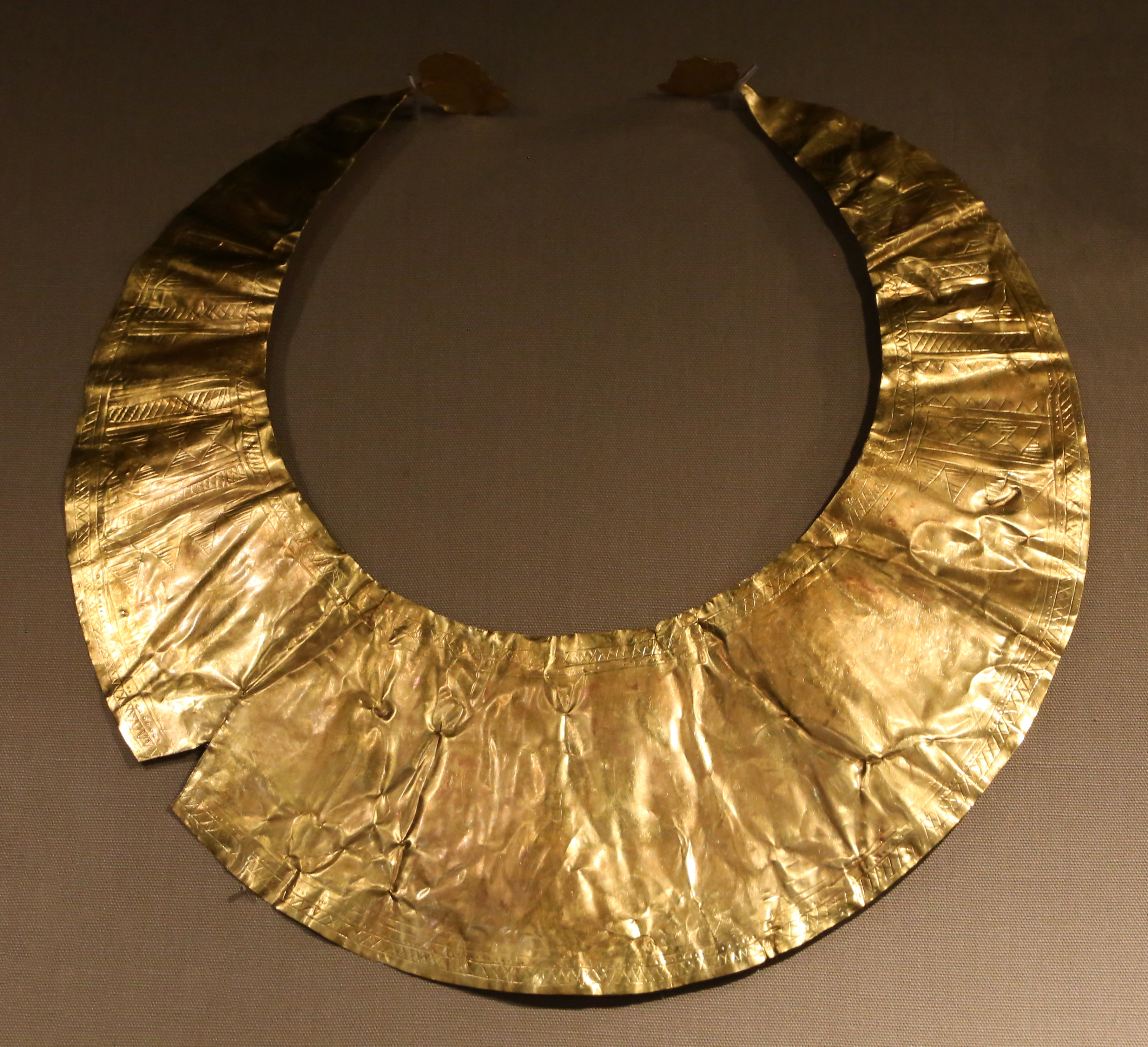
Goldlunula von Ballinagroun, Kerry
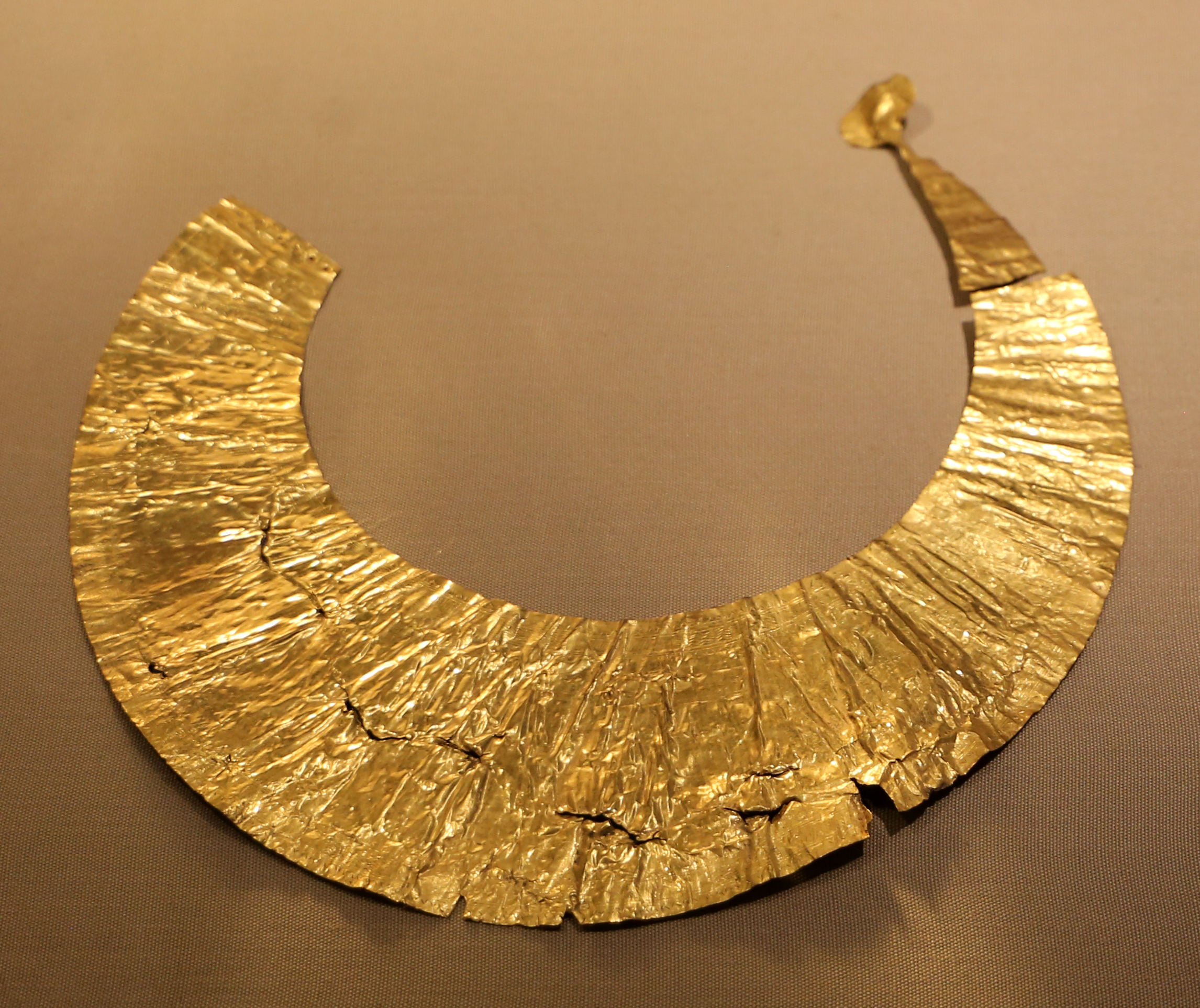
Goldlunula von Coolaghmorer, Kilkenny,
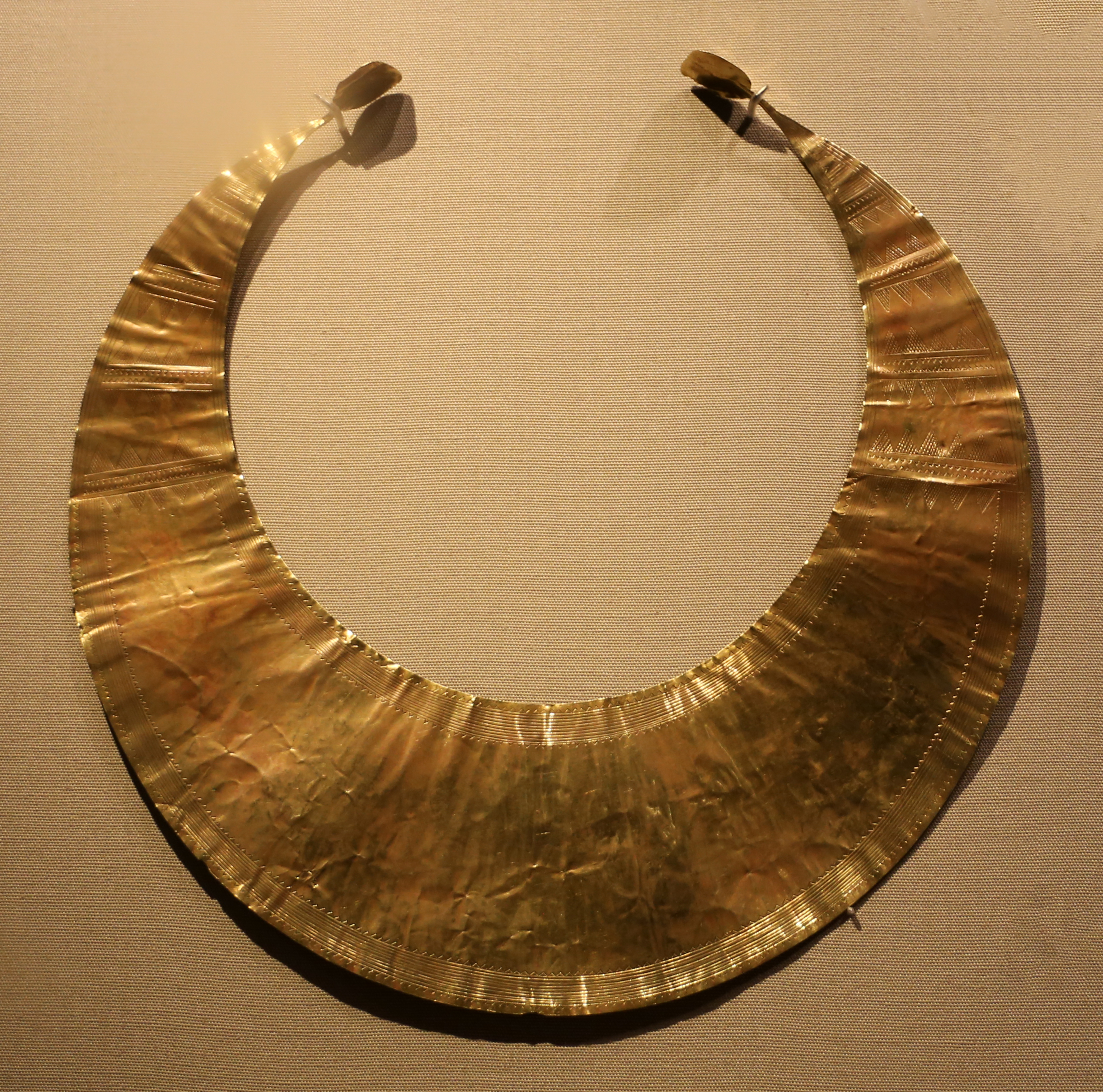
Goldlunula von Drunbanagher, Monaghan
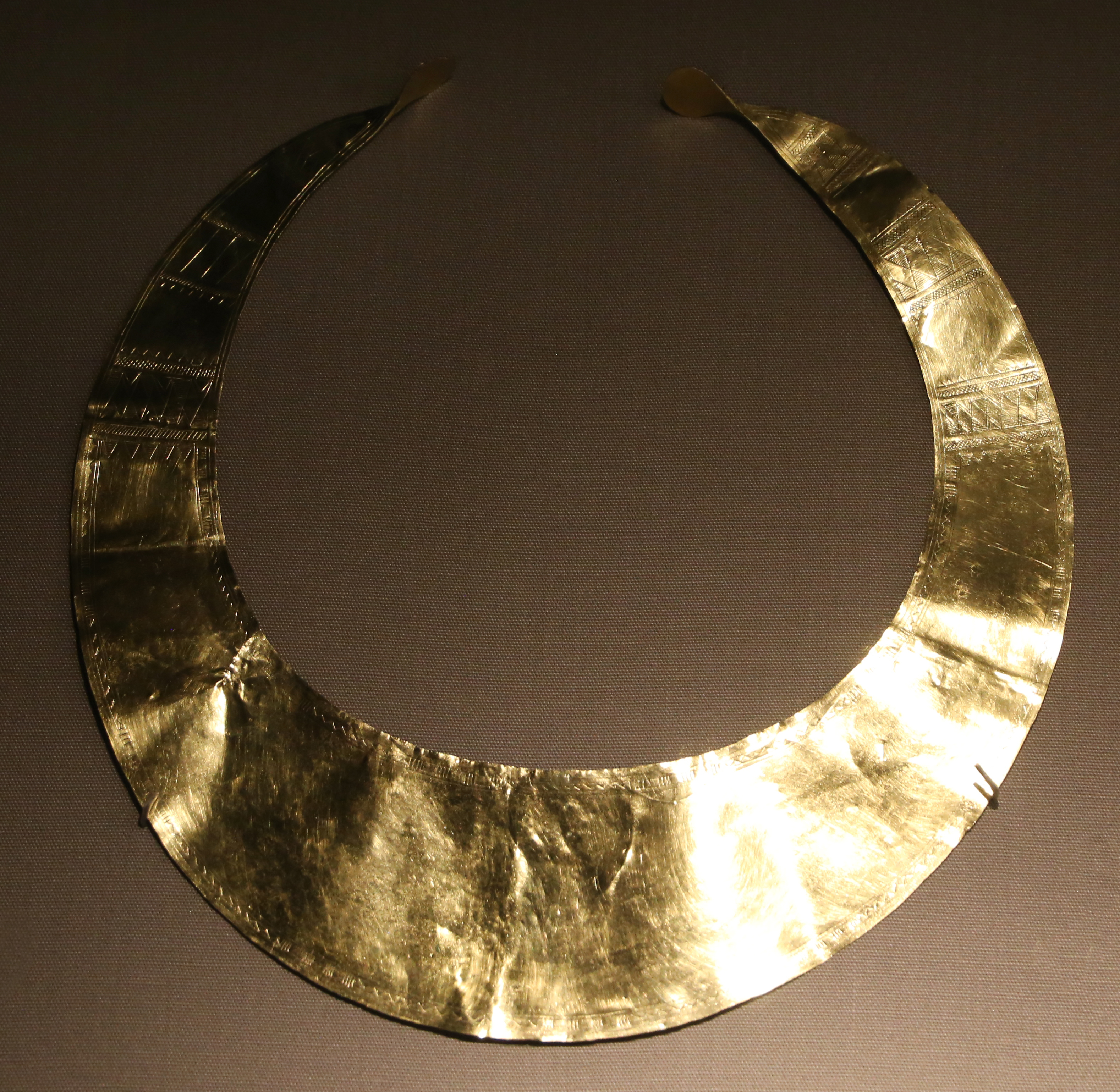
Goldlunula von Killua, Westmeath
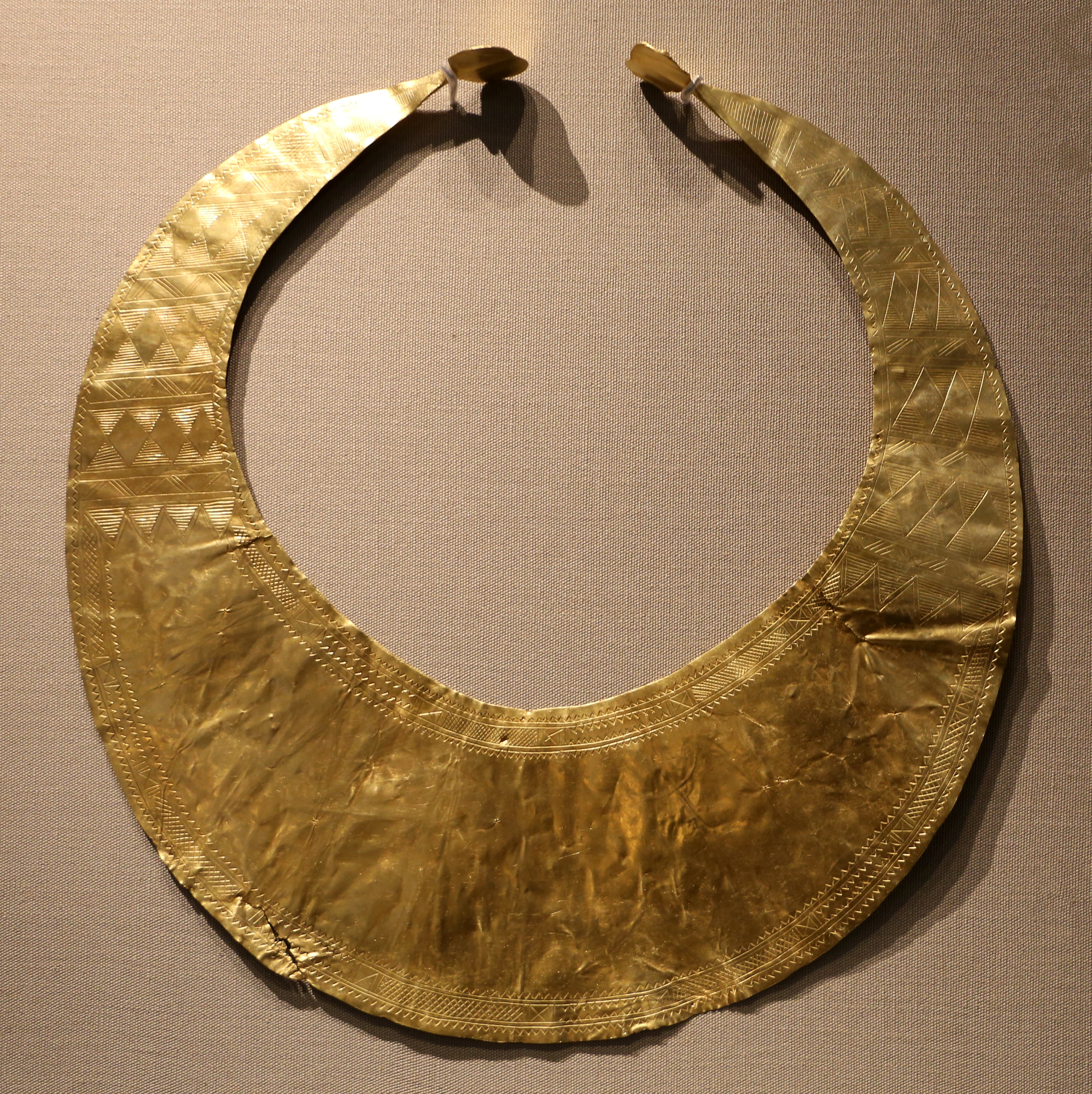
Goldlunula von Dintorni Killarney
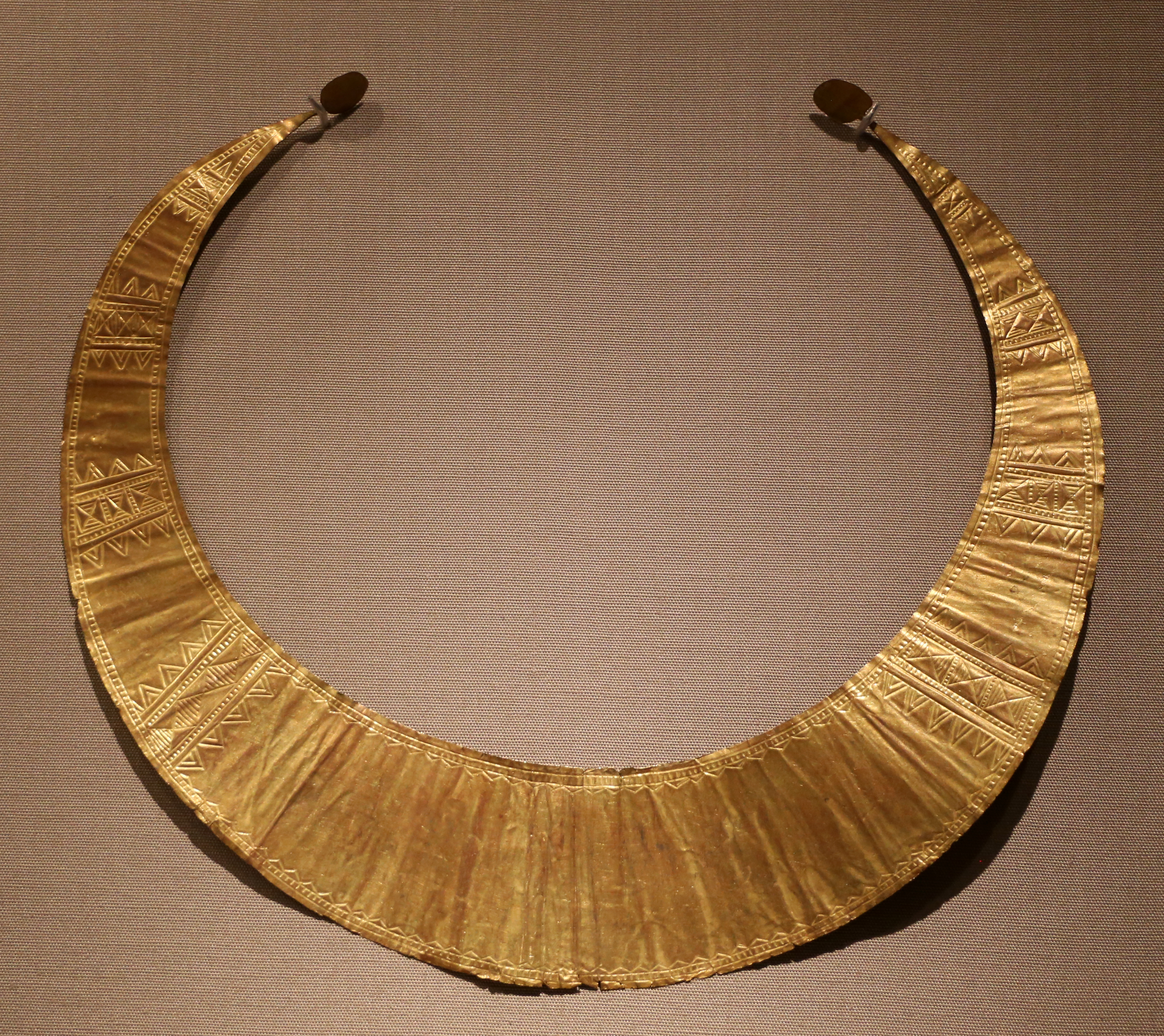
Goldlunula von Contea, Galway
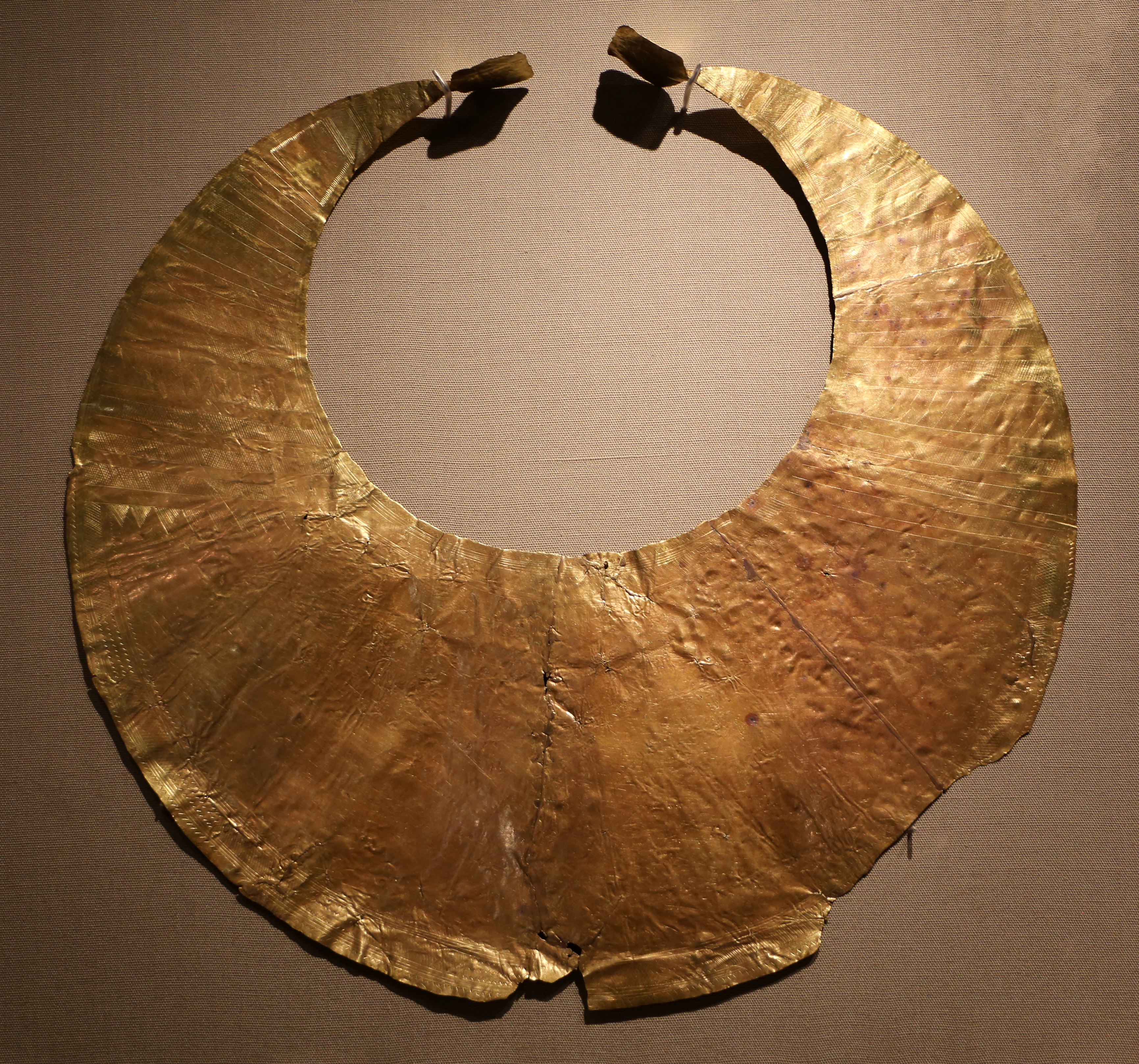
Goldlunula von Athlone, Roscommon
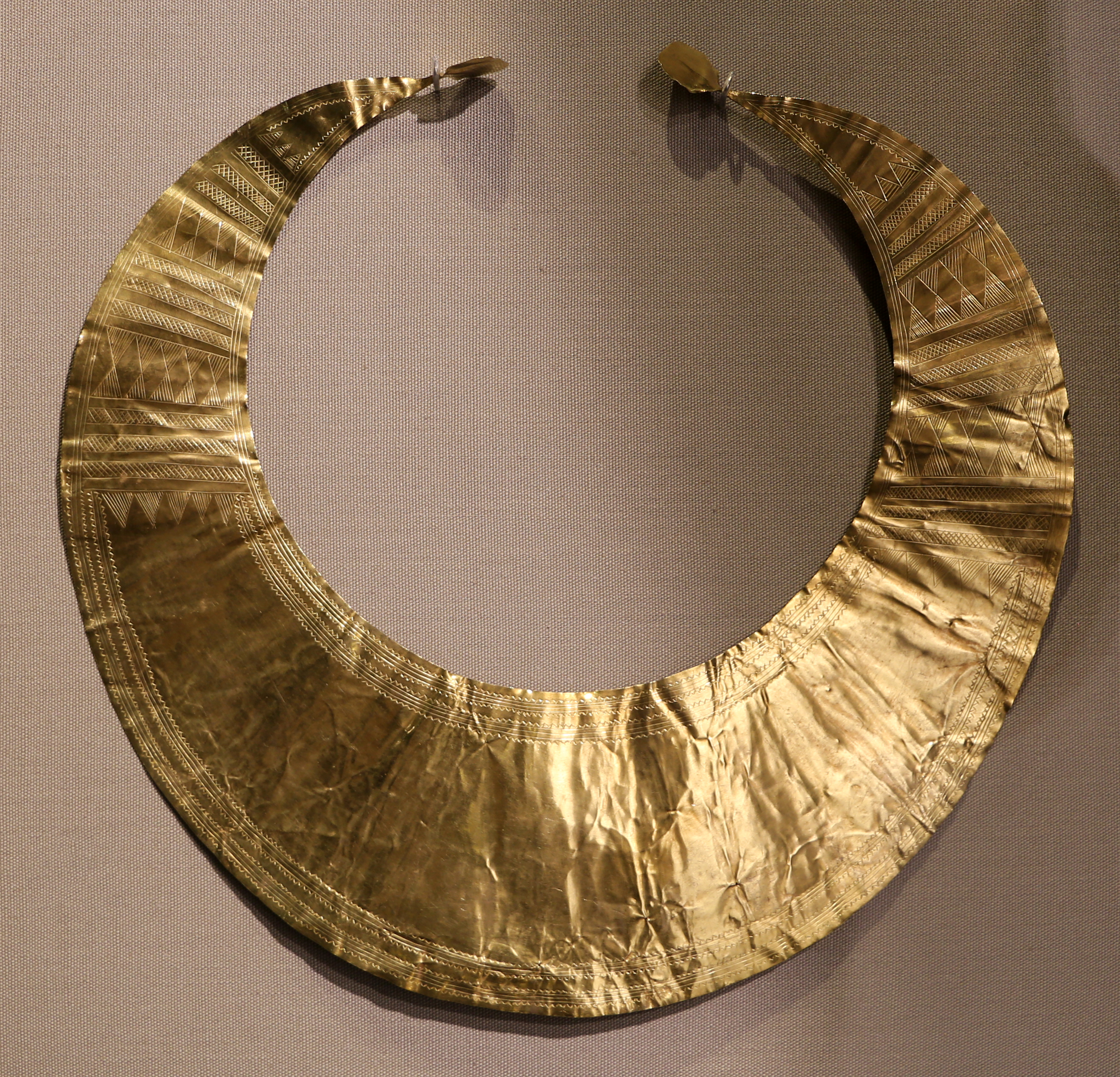
Goldlunula von Trillick, Tyrone

## Portugal

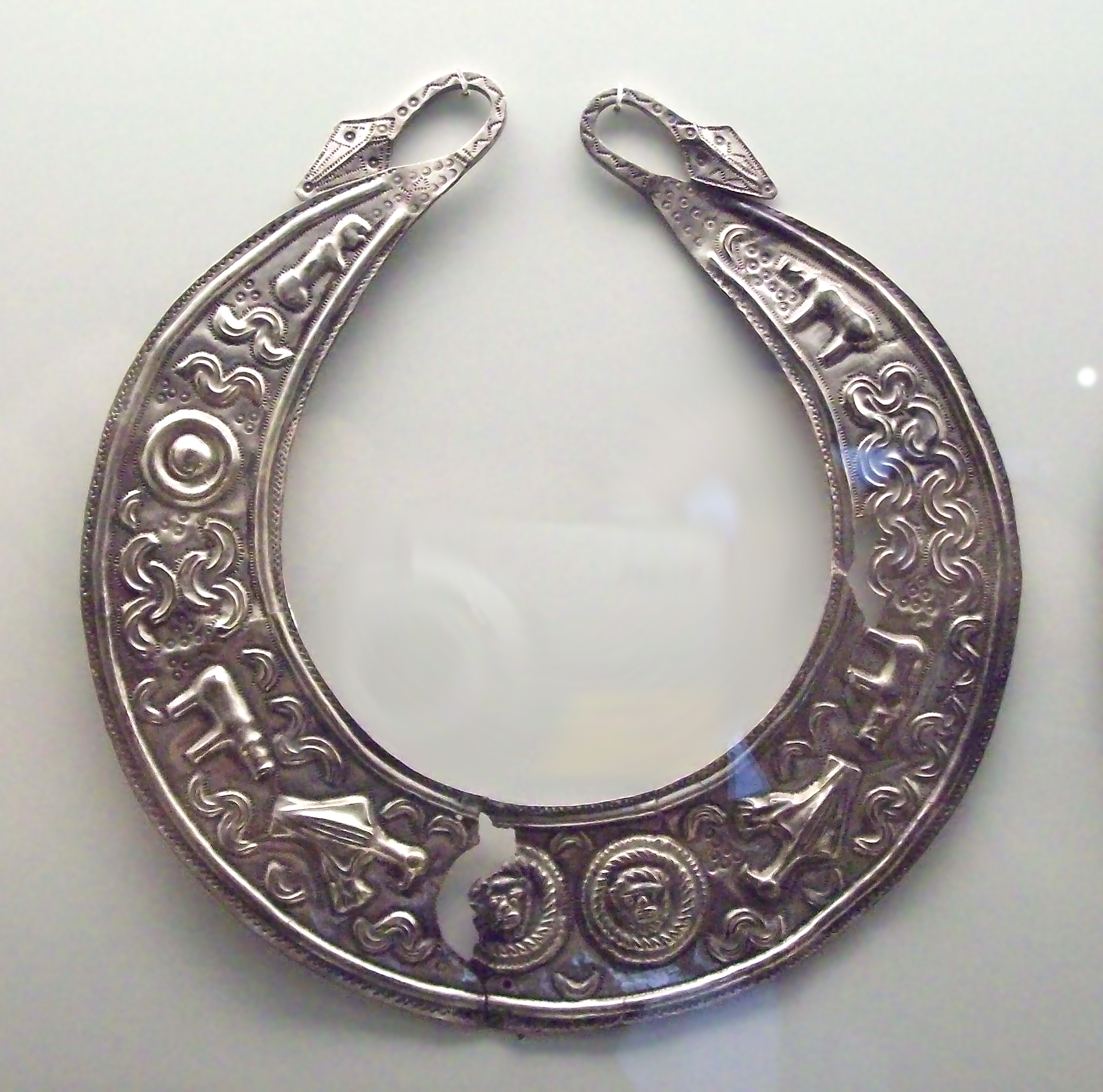
Lusitanische Lunula (2. Jahrhundert v. Chr.), Chao de Lamas, Portugal

Portugiesische Lunulae sind in aller Regel aus Schiefer. Diese wurden wahrscheinlich mit den Spitzen nach unten getragen, worauf die Lage der im Regelfall zwei Ösen hindeutet. In den Grotten von Cascais und am Fundort Trigache 2 wurden derartige Exemplare geborgen. Die mit fünf Löchern versehene Lunula von Cabeço da Arruda 2 gibt ebenso keinen exakten Hinweis auf die Tragweise, wie das mehrlochige Fragment von Pedra dos Mouros. Die Anordnung der Löcher deutet jedoch unterschiedliche Möglichkeiten an. Daneben gibt es ungelochte Funde von Praia das Maçãs und Trigache 3 sowie die goldene Lunula von Cabeceiras de Basto und Lunulae, die auf Statuenmenhiren wie denen von Portela de Mogos erkennbar eingraviert sind.